# 荻窪圭
荻窪 圭（おぎくぼ けい、1963年 - ）は、愛知県名古屋市出身のフリーライター、古道研究家。

## 来歴
愛知県立旭野高等学校、東京農工大学工学部数理情報工学科卒業。80年代のパソコン黎明期からパソコン雑誌のライターとして活躍。またデジタルカメラの批評、古道研究家としても著書多数。

## 著書

### 単著
- 『統合ソフトWorksこれ一本』 JICC出版局 1991年8月。ISBN 4796601759
- 『低価格パソコンウルトラ購入ガイド』 JICC出版局 1991年12月。ISBN 4796602534
- 『不良少年のパソコン学』（アサヒパソコン・ブックス）朝日新聞 1994年9月。ISBN 4023303046
- 『入門すぐに使えるMacintosh』 日本文芸社 1995年3月。ISBN 4537017430
- 『荻窪圭のiBook徹底活用術』 日本実業出版社 2000年4月。ISBN 4534030630
- 『小さな工夫でプロ級に! デジカメ撮影の知恵』(宝島社新書) 宝島社 2006年9月。ISBN 4796654410
- 『パソコン100の速攻ワザ』（青春文庫）青春出版社 2008年9月。ISBN 978-4413094115
- 『デジカメ撮影のネタ帳』 エムディエヌコーポレーション 2009年5月。ISBN 978-4844360452
- 『東京古道散歩』（中経の文庫）中経出版 2010年5月。ISBN 978-4806136989
- 『古地図とめぐる東京歴史探訪』（SB新書）SBクリエイティブ 2010年12月。ISBN 978-4797361926
- 『古地図でめぐる今昔 東京さんぽガイド』（玄光社MOOK）玄光社 2012年12月。ISBN 978-4768304143
- 『東京古道探訪 江戸以前からの東京の古道を探る歴史散歩』 青幻舎 2017年5月。ISBN 978-4861526138
- 『古地図と地形図で楽しむ 東京の神社』 光文社 2017年6月。ISBN 978-4334787233
- 『東京「多叉路」散歩 交差点に古道の名残をさぐる』 淡交社 2020年3月。ISBN 978-4473043962

### 共著
- 『よいパソコン悪いパソコン』（牟田拓と共著）JICC出版局 1985年8月 - 。NCID BN0165453X
- 『迷っているあなたのための実践MS‐WINDOWS』（田中亘、森幸也と共著）JICC出版局 1992年6月。ISBN 4796603662
- 『迷っているあなたのための実践AT互換機購入ガイド』（田中亘、森幸也と共著）JICC出版局 1992年9月。ISBN 479660460X
- 『マンガ パソコン通信入門』（漫画：永野のりこ、ブルーバックス）講談社 1996年9月。ISBN 4062571374
- 『デジタル一眼レフカメラが上手くなる本 基本とシーン別の撮り方60』（上原ゼンジ、桃井一至と共著）翔泳社 2010年1月。ISBN 978-4798120621